# وادیسواو گراپسکی
وادیسواو دومنیکو گراپسکی (لهستانی: Władysław Dominik Grabski؛ ۷ ژوئیهٔ ۱۸۷۴ – ۱ مارس ۱۹۳۸) یک اقتصاددان، سیاست‌مدار، تاریخ‌نگار و کشاورز اهل لهستان بود.وی از ژوئن تا ژوئیه ۱۹۲۰ و دوباره از دسامبر ۱۹۲۳ تا نوامبر ۱۹۲۵ نخست‌وزیر جمهوری دوم لهستان بود.